# Biphobie

Pride-Flagge der Bisexuellen

Biphobie oder Bifeindlichkeit bezeichnet eine Aversion gegen Bisexualität und bisexuelle Menschen als eine soziale Gruppe oder Individuen. Sie kann sich zum Beispiel durch die Leugnung der Existenz dieser Form der sexuellen Orientierung zeigen. Biphobie kann sich auch in Vorurteilen gegenüber bisexuellen Menschen ausdrücken, etwa in der Annahme, dass Bisexuelle besonders promiskuitiv oder untreu seien.

## Etymologie und Verbreitung
Biphobie ist ein Kofferwort in Anlehnung an das Wort Homophobie. Es leitet sich vom lateinischstämmigen Präfix bi- („zwei“) und dem Wort „Phobie“ ab (altgriechisch φόβος phóbos, deutsch ‚Angst‘). Neben den Begriffen Queerfeindlichkeit, Transphobie und Homophobie gehört es zu der Familie von Begriffen, die benutzt werden, um Intoleranz und Diskriminierung der LGBTQ+-Community zu beschreiben; es handelt sich nicht um eine Phobie im klinischen Sinne. Analog zum Begriff Homofeindlichkeit wird auch der Begriff Bifeindlichkeit verwendet, um die Assoziation mit einer Phobie zu vermeiden. Stattdessen soll die feindliche oder zumindest ablehnende Haltung benannt werden.

## Arten

### Verleugnung
Biphobie kann zum Beispiel auf der Ansicht beruhen, Bisexualität sei keine reelle Form sexueller Orientierung. Das kann unter anderem dazu führen, dass Personen, die sich als bisexuell bezeichnen, unterstellt wird, sie seien nicht wirklich. Auch gibt es Behauptungen, dass Bisexualität viel seltener auftrete. Alle diese Auffassungen können einer heterosexistischen Sichtweise entstammen, der zufolge Heterosexualität die einzige natürlich vorkommende sexuelle Orientierung sei. Damit wird alles, was von der Heterosexualität abweicht, als psychologische Störung oder als Beispiel für antisoziales Verhalten gesehen. In dieser Hinsicht ähnelt die Biphobie der Homophobie.
Eine andere Form der Leugnung hat ihre Wurzeln in einer binären Sichtweise der Sexualität: Es wird angenommen, dass Menschen monosexuell seien, also entweder rein homosexuell (lesbisch/schwul) oder rein heterosexuell. Bis in die Jahre herrschte die Auffassung vor, dass nur Homosexualität und Heterosexualität legitime Arten der sexuellen Orientierung seien; Bisexualität wurde als sekundäre Homosexualität abgetan. Demnach wurde angenommen, dass Bisexuelle verkappte Lesben/Schwule seien, die heterosexuell zu wirken versuchten, oder dass es sich um Personen aus einer der beiden Formen sexueller Orientierung handele, die lediglich außerhalb ihrer „normalen“ Form experimentierten. Maximen wie „Leute sind entweder homosexuell, heterosexuell oder lügen“ zeigen diese dichotome Sichtweise der sexuellen Orientierung.
Eine andere Form der Biphobie verneint zwar nicht die Existenz von Bisexualität, fasst sie aber als gleichwertige Hingezogenheit zu Männern und Frauen auf. Damit werden bisexuelle Menschen, die sich unterschiedlich stark zu Männern oder Frauen hingezogen fühlen, entweder als heterosexuell oder als homosexuell klassifiziert. Es kommt vor, dass Bisexualität für Frauen akzeptiert wird, die Existenz bisexueller Männer aber verneint wird.
Manche Menschen halten Bisexualität nur für einen sozialen Trend und keine intrinsische Eigenschaft von Personen. Dabei wird Sex mit dem gleichen Geschlecht nur als Ersatz für „normalen“ Sex gesehen oder als eine einfacher zu erreichende Form der sexuellen Befriedigung. Gelegenheitshomosexualität in nach Geschlechtern getrennten Umgebungen (Beispielsweise in Gefängnissen) wird als Beispiel für diese Form genannt.
Nicht nur heterosexuelle, sondern auch homosexuelle Menschen verbreiten Biphobie. Bei Letzteren steht das im Zusammenhang damit, dass Bisexuelle weniger Stigmatisierung erführen, da sie immer noch soziale Erwartungen wie Heirat und Familiengründung erfüllen können. Damit werden sie als „nicht genug für eine der beiden Gruppen“ oder „nicht wirklich der Lesben- und Schwulen-Community zugehörig“ gesehen. Eine Studie, die in Australien von Roffee und Wailing 2016 durchgeführt wurde, ergab, dass Bisexuelle Aggressionen, Mobbing und anti-soziales Verhalten von Seiten der Lesben- und Schwulencommunity erfahren.
Das Auftreten von Bisexualität wurde im Laufe der Geschichte und von Gelehrten häufig unter den Teppich gekehrt, umerklärt oder anderweitig relativiert. Bisweilen wurde die Existenz von Bisexualität sogar komplett geleugnet. Dieses Phänomen wird als bisexual erasure (englisch; „bisexuelle Verdrängung“, wörtlich „bisexuelle Löschung“ oder „Bisexuellenlöschung“) bezeichnet.

### Homophobie-Vorwürfe gegen bisexuelle Männer
Einige bisexuelle Männer meinen, dass sie ihre Bisexualität gegenüber schwulen Männern verheimlichen müssten, um von ihnen als Partner oder Mitglied der Community akzeptiert zu werden. Einige sehen diesen Zustand als noch schwieriger an als den Umgang mit Heteronormativität. Ähnliche Probleme haben auch schwule Männer, die keinen Analsex mögen, was von manchen schwulen Männern als homophob angesehen wird.

### Vorurteile
Menschen, die Bisexualität nicht als legitime Orientierung annehmen, sehen Bisexuelle als „verwirrt, unentschlossen, unsicher, experimentierend oder in einer Übergangsphase befindlich“. Sie verbinden Bisexualität oft mit Promiskuität und nehmen Bisexuelle als sozial oder psychisch instabile Personen wahr, für die eine monogame Beziehung einfach nicht genug ist. Dadurch werden Bisexuelle sozial stigmatisiert und ihnen vorgeworfen, dass sie ihre Partner betrügen wollen, ein Doppelleben führen und durch ihre Promiskuität sexuell übertragbare Krankheiten verbreiten. Ihr Verhalten wird als „schlampig“ und „nymphomanisch“ beschrieben. Sie werden häufig mit Polyamorie, Swingern und Polygamie assoziiert. Diese Vorurteile sind unangebracht, da Bisexuelle genauso zu monogamen Beziehungen fähig sind wie Homo- oder Heterosexuelle.

## Auswirkungen
Die Auswirkungen von Biphobie auf bisexuelle Menschen können psychische und gesundheitliche Folgen sein. Studien zeigten, dass Bisexuelle sich oft zwischen Heterosexualität und Homosexualität zerrissen fühlen und infolgedessen ihre Sexualität verleugnen. Eine Auswirkung dessen sind geringes Selbstwertgefühl und Selbstbewusstsein. Das Gefühl, von keiner der beiden Seiten voll akzeptiert zu werden, führt häufiger zu Depressionen.
Eine Studie zu Gefährdungsgruppen für die Übertragung von HIV zeigt, dass bisexuelle Frauen häufiger riskante Verhaltensweisen zeigen, die zur Übertragung führen können. Dies wird damit erklärt, dass sie wegen der Stigmatisierung Angst haben, mit Gesundheitsexperten über ihre Sexualität zu sprechen.
Die Problemlagen Bisexueller unterscheiden sich von denen Homosexueller:
- Bisexuelle haben seltener Erfolg bei der Beantragung eines Flüchtlingsstatus in Kanada oder Australien;[25]
- Sie sind stärker von häuslicher Gewalt betroffen;[26]
- bisexuelle Jugendliche zeigen riskanteres Verhalten;[27]
- Bisexuelle, die berichten, dass sie mit beiden Geschlechtern in aktiven Beziehungen sind, weisen eine höhere Wahrscheinlichkeit auf, an Angst- oder Gemütsstörungen zu leiden;[28]
- die Armutsquoten unter Bisexuellen sind höher als unter Hetero- oder Homosexuellen;[29]

Mittlerweile wendet sich auch in Deutschland die Sexualwissenschaft wieder dem Thema Biphobie zu. Eine umfassende soziologische Studie, die auf qualitativen Interviews basiert, wurde von Kim Ritter publiziert. Die Magnus Hirschfeld-Stiftung hat zudem einen Übersichtsband über Forschungsansätze zur Bisexualität veröffentlicht.